# Trubarjeva cesta
Trubarjeva cesta (deutsch: Trubarstraße) ist der Name einer Straße im Stadtbezirk Center von Ljubljana der Hauptstadt Sloweniens. Benannt ist sie nach Primož Trubar (1508 bis 1586), dem Begründer des slowenischen Schrifttums und der evangelischen Kirche in Slowenien.

## Geschichte
Die Trubarstraße hieß früher Peterstraße nach der an ihr liegenden Pfarrkirche St. Peter.

## Lage
Die Straße beginnt in der Altstadt von Ljubljana am Prešerenplatz, verläuft etwa 900 Meter nach Osten bis zum Kroatischen Platz.  

## Abzweigende Straßen
Trubarjeva cesta berührt folgende Straßen und Orte (von West nach Ost): Obrežna steza (Ufersteig), Za Čreslom (Lohsteig), Mala ulica, Prečna ulica (Quergasse) Resljeva cesta (Ressel-Straße), Kastelčeva ulica (Kastelic-Straße, früher Talsteig), Vidovdanska cesta (Vidovdan-Straße) und Znamenjska ulica (Bildgasse), Usnjarska ulica (Lederergasse), Rozmanova ulica (Rozman-Gasse), Hrvatski trg (Kroatischer Platz).

## Bauwerke und Einrichtungen
Die wichtigsten Bauwerke und Einrichtungen entlang der Straße sind:
- Akademie für Theater, Radio, Film und Fernsehen der Universität Ljubljana (AGRFT)
- St.-Peter-Kirche
- Stolpersteine (Hausnummer 41)